# Желудков, Сергей Алексеевич
Сергей (Сергий) Алексеевич Желудков (7 июля 1909, Москва — 30 января 1984, Москва) — церковный писатель, священник Русской православной церкви, участник правозащитного движения.

## Биография
Родился 7 июля 1909 года в купеческой семье, у него были четыре брата и две сестры.
В юности примкнул к обновленчеству, посещал московский Заиконоспасский монастырь, ставший в 1920-е годы центром «Союза церковного возрождения», общался с его руководителем епископом Антонином (Грановским). Учился в обновленческой Московской богословской академии. По другим сведениям, в обновленческом Ленинградском богословском институте.
Как выходец из купеческой семьи, не мог поступить в высшее учебное заведение, много занимался самообразованием.
С 1930 года работал в различных строительных организациях десятником, техником-нормировщиком.
В 1933—1935 годы — «вольнонаёмный» техник, затем старший экономист сметного отдела на строительстве Байкало-Амурской магистрали.
Во время Великой Отечественной войны — старший бухгалтер, главный бухгалтер Мостотреста Наркомата путей сообщения, работал в Сибири, на Урале, на Кавказе.
Осенью 1945 года оставил светскую службу, став псаломщиком Знаменского храма в посёлке Верхний Тагил Свердловской области.
22 мая 1946 года рукоположён епископом Свердловским Товией (Остроумовым) во иерея целибатом. Служил третьим священником Всехсвятского храма в Свердловске.
В 1948 году назначен настоятелем верхнетагильской Знаменской церкви.
В 1952 году поступил в 3-й класс Ленинградской духовной семинарии, которую окончил в 1954 году.
В том же году был назначен настоятелем Никольского храма в Любятове (ныне в черте Пскова).
10 января 1956 года уволен за штат.
24 апреля того же года возобновил служение в кафедральном Успенском соборе Смоленска.
С 15 мая 1957 года служил в храмах города Венёва Тульской области, с 14 ноября 1958 года — в храмах города Великие Луки Псковской области.
В 1958 году подал в Календарно-богословскую комиссию при Московской Патриархии, которую возглавлял епископ Афанасий (Сахаров), рукопись «Литургические заметки» с изложением своих взглядов по вопросам языка богослужения, проповеди, церковной музыки и иных. Обращал внимание прежде всего на миссионерский и назидательный характер церковной службы, писал об исчерпанности некоторых литургических форм и практик, предлагал сделать богослужение более простым и ясным для достижения осознанного молитвенного участия мирян.
Во время начавшейся в конце 1950-х годов хрущёвской антирелигиозной кампании занимал активную общественную позицию по защите веры. В марте 1958 года он написал открытое письмо к бывшему священнику Павлу Дарманскому, выступившему в советской печати с антицерковной статьёй «Почему я порвал с религией», показав полную несостоятельность его утверждений и аморальность поступка. В 1959 году пытался защитить прихожанку церкви в Великих Луках, которая была тяжело больна и выздоровела после того, как её провели вокруг часовни Ксении Петербургской (тогда ещё не канонизированной). Против прихожанки было возбуждено уголовное дело «за распространение ложных слухов», ей стали угрожать работники КГБ, а после того, как отец Сергий обратился в различные инстанции с жалобами на произвол, его обвинили в клевете. Власти завели против него уголовное дело (вскоре оно было прекращено) и аннулировали свидетельство о регистрации как священнослужителя.
В марте 1960 года при содействии епископа Афанасия (Сахарова) назначен священником храма погоста Заболотье (ныне в черте города Киржача Владимирской области), но был уволен в июле того же года.

## Церковный писатель
Жил на пенсии в Пскове, получил известность как богослов, литератор, активный участник правозащитного движения. Автор ряда произведений, публиковавшихся в самиздате и в зарубежных изданиях. В их числе «Литургические заметки» (1956, 1971), «Почему и я — христианин» (1970), «Открытые письма» П. М. Литвинову, А. Д. Сахарову, А. И. Солженицыну (1968, 1969, 1972) и многие другие. Был членом Московской группы Amnesty International, подписывал письма в защиту политзаключённых, помогал участникам диссидентского движения.
В начале 1960-х годов начал переписку по основным вопросам веры, в которой участвовали профессора духовных академий, священники, миряне. Переписка составила том в 700 машинописных страниц, который был основой для книги «Почему и я — христианин», ставшей апологетикой христианства. Был инициатором переписки между интеллектуалами Москвы и Ленинграда, позже получившей название «Христианство и атеизм».
В книге «Литургические заметки» выступил за реформы в православном богослужении, предлагал вернуться к евангельской ясности и простоте богослужения, отказавшись от многих элементов, введённых в него в византийский период. Предложения о Сергия были расценены его критиками как обновленческие, противоречащие церковной традиции. В то же время известный как убёжденный традиционалист и борец с обновленчеством, председатель Календарно-богословской комиссии при Священном Синоде епископ Афанасий (Сахаров), ныне причисленный к лику святых, благожелательно относился к деятельности священника Сергия Желудкова:

О. Желудков представляется мне как человек искренне и горячо любящий наше православное богослужение и ревнующий об очищении нашей современной богослужебной практики, которая, к сожалению, во многих случаях совсем не хочет считаться с Церковным Уставом и вместо того, что положено по Уставу, заполняет богослужение всякого рода отсебятиной. О. Желудков, как мне представляется, критически относится к современным искажениям и нарушениям обрядов и священнодействий. Его суждения и его деятельность, направленные к восстановлению уставных порядков, непонятны и неприятны для тех, у кого установившиеся порочные антиуставные традиции стали «уставом» и для которых напоминание об этом и попытки вернуть наше богослужение в законное церковно-уставное русло кажутся ересью и протестантским уклоном.

В предисловии к зарубежному изданию книги священника Сергия Желудкова «Почему и я — христианин» Александр Шмеман пишет: «С формальной точки зрения… книга отца Сергия Желудкова полна „ересей“… Но мне кажется, что… подходить к ней с мерками отвлечённой „православности“ значило бы проглядеть её подлинное значение. Значение это прежде всего в том, что о. Сергий Желудков ставит перед православным сознанием вопросы, ответить на которые рано или поздно необходимо… Приемлемы или неприемлемы ответы самого отца Сергия, они укоренены в живом и глубоко личном понимании вопросов, а также в страстном желании, чтобы вера Христова снова засияла победной силой в ушедшем от нее мире». Несколько ранее он говорил, что книга проникнута «поисками целостного подхода к реальной жизни», отмечая в книге «открытость к жизни, к современности, ко всем её мучительным проблемам, стремление к внутренней победе светлой и радостной, а не угрюмой, мироотрицающей религии».
Протоиерей Александр Мень так оценивал личность и деятельность о. Сергия Желудкова:

С. А. Желудков был оригинальным мыслителем, блестящим стилистом, неутомимым искателем истины. Его мировоззрение было динамичным, свободным от застывшего догматизма, однако он всегда оставался христианином, честно и смело пытавшимся осмыслить свою веру. Будучи священником (в последние годы заштатным), С. А. Желудков и в саму Церковь вносил дух пытливого вопрошания, экспериментаторства, творческих поисков. В своих беседах он напоминал мне Сократа, который, как известно, не декларировал идеи, а помогал людям самостоятельно открыть их. Он будил мысль, поднимал острые проблемы. Любимым его литературным жанром были письма, которые позволяли ему в свободной, непринужденной форме обсуждать многие жгучие вопросы жизни, веры, мысли.

## Труды
- Почему Вы порвали с религией? (Открытое письмо бывшему священнику Дарманскому по поводу его статьи «Почему я порвал с религией») // Вестник Русского Западно-Европейского Патриаршего Экзархата. 1963. — № 42-43. — С. 164—171.
- Литургические заметки: к изучению дисциплины. — М.: [б. и.], 1971. — 220 с.
  - Литургические заметки — Москва: Sam & Sam: Мартис-пресс, 2003. — 251 с. — ISBN 5724800497
- Общая исповедь: пособие для священников. — Б.м.: [s. n.], 1973. — 55 с.
- Ответ на великопостное письмо Солженицына (1972) Обращение к А. И. Солженицыну // Вече. — 1973. — №. 5. — С. 48-51.
- Почему и я — христианин. — Frankfurt a. M.: Посев, Cop. 1973. — 324 с.
  - Почему и я — христианин. — Переизд.: Possev-Verlag, 1973. — СПб.: Кайрос, 1996. — 403 с. — ISBN 5-88029-060-3
- Христианство и атеизм / Свящ. С. Желудков, К. А. Любарский. — Брюссель, 1982. — 250 с.
  - Христианство и атеизм : переписка С. А. Желудкова и К. А. Любарского. — Москва : РГО, 2006. — 165 с. — ISBN 5-87387-042-X
- Воспоминания об о. Александре Боярском // Церковно-исторический вестник. — 2002. — № 9. — С. 81-82.
- Литургические заметки. Переписка, письма, воспоминания. — [2-е изд., испр. и доп.]. — Москва : Sam & Sam, 2004. — 349 с. — ISBN 5-7248-0049-7
  - Литургические заметки : Переписка : Письма : Воспоминания / Вступит. статья и сост. С. С. Бычков. — [3-е изд., испр.] . — М. : Sam & Sam, 2018. — 400 с. — ISBN 5724800497
- «Воспоминание о Вас как-то возвышает душу…»: Из писем священника Сергия Желудкова в лагерь и ссылку Сергею Адамовичу Ковалеву, 1976—1983 / публ. А. И. Мраморнов // Церковно-исторический вестник. — М.: Общество любителей церковной истории, 2013—2014. — № 20/21 — С. 100—145.